# Saint-Benin
Saint-Benin és un municipi francès, situat a la regió dels Alts de França, al departament del Nord. L'any 2006 tenia 361 habitants. Limita al nord-est amb Le Cateau-Cambrésis, al sud amb Saint-Souplet i a l'oest amb Honnechy.

## Demografia
| 1962                                       | 1968 | 1975 | 1982 | 1990 | 1999 | 2006 |
| ------------------------------------------ | ---- | ---- | ---- | ---- | ---- | ---- |
| 470                                        | 448  | 369  | 374  | 366  | 389  | 361  |
| Des de 1962: població sense dobles comptes |      |      |      |      |      |      |

## Administració
| Període | Identitat         | Partit |
| ------- | ----------------- | ------ |
| 2001-   | Véronique Nicaise |        |